# Radaczewo (województwo zachodniopomorskie)
Radaczewo (niem. Reichenbach) – wieś sołecka w Polsce położona w województwie zachodniopomorskim, w powiecie choszczeńskim, w gminie Choszczno. W latach 1975–1998 miejscowość administracyjnie należała do województwa gorzowskiego. W roku 2007 wieś liczyła 301 mieszkańców.
Leśniczówka wchodząca w skład sołectwa:
- Gładysz

## Geografia
Wieś leży ok. 9 km na północny zachód od Choszczna, ok. 2,5 km na północ od drogi wojewódzkiej nr 160.

## Historia
Wieś położona na obszarze, który w latach 1232–1236 został nadany przez księcia Władysława Odonica i Henryka Brodatego cystersom z Kołbacza. Pierwsza wzmianka o wsi pochodzi z 1278 roku, kiedy to książę Barnim I odzyskał wsie położone w rozwidleniu Iny, uznając je za lenno rodziny Güntersberg. Właścicielami osady były również rodziny von Blankensee i Bethe, a w latach 30. XX wieku majątek należał do rodziny Blüdorn. Przed II wojną światową we wsi znajdowała się kuźnia, gorzelnia, szkoła, cegielnia oraz młyn wodny.

## Zabytki
Do wojewódzkiego rejestru zabytków wpisane są:
- ruina kościoła z połowy XVI wieku, otoczona licznymi podrostami i krzewami ze śladami pierwotnego muru kamiennego[6]
- cmentarz ewangelicki, z licznie zachowanymi nagrobkami i mogiłami
- park pałacowy z połowy XIX wieku, pozostałość po pałacu; w drzewostanie dominują dęby i buki.

## Gospodarka
W Radaczewie jest jednostka Ochotniczej Straży Pożarnej.